# 5606-os mellékút (Magyarország)
Az 5606-os mellékút egy körülbelül 32,5 kilométeres hosszúságú, négy számjegyű mellékút Baranya vármegye keleti részén; Mohács és Pécsvárad térségét köti össze, a két város közt fekvő kisebb települések egy részének feltárásával.

## Nyomvonala
Mohács lakott területének északi szélén ágazik ki az 56-os főútból, annak a 44+450-es kilométerszelvénye közelében, méterekre a főút és a Csele-patak keresztezéséről; az elágazás mellett áll a mohácsi csatában valahol itt elhunyt II. Lajos magyar király szobra. Az út észak felé indul, települési neve – úgy tűnik – nincs is, és alig több mint másfél kilométer után el is hagyja a várost, átlépve Somberek területére. Nagyjából 2,3 kilométer után keresztezi az itt két ágon futó patakot, 5,1 kilométer után pedig eléri a község lakott területének déli szélét. Kossuth Lajos utca néven húzódik végig a településen, majd a legészakibb házait is elhagyva egy elágazáshoz ér: ott az 56 124-es számú mellékút ágazik ki belőle északnyugati irányban, a zsáktelepülésnek tekinthető Görcsönydoboka felé.
8,8 kilométer megtétele után az út Palotabozsok határai közt folytatódik, de a település belterületét nem érinti, azon csak az 5621-es út vezet végig, amely a 10+500-as kilométerszelvénye táján ágazik ki belőle északkeleti irányban. A 13. kilométere után átlép Véménd területére, majd ott csomóponttal keresztezi az M6-os autópályát, amely a 172+500-as kilométerszelvénye közelében jár ezen a szakaszon, és az alsóbbrendű út felett halad el, ezáltal érintetlenül hagyva annak korábbi nyomvonalát.
Véménd központját az út ugyancsak elkerüli nyugat felől, azon szintén csak az 5621-es út halad végig. 15,8 kilométer után keresztezi a már megszűnt Pécs–Bátaszék-vasútvonal vágányait, majd 16,2 kilométer után visszatorkollik bele az 5621-es út, a település nyugati határszélének elérését pedig egy újabb elágazás jelzi: a 17+100-as kilométerszelvénye közelében, Véménd és Szebény határán kiágazik belőle dél felé az 5614-es út, mely Szűrön át Himesházáig vezet.
17,5 kilométer után elhalad Véménd, Szebény és Feked hármashatára mellett; Szebényt ennél jobban nem is érinti, s a 18. kilométerénél már teljesen fekedi területen jár. E község határai közt, gyakori irányváltásai ellenére jellemzően nyugat felé húzódik; a belterületet itt is elkerüli, oda csak az 56 107-es számú mellékút vezet be, amely észak felé ágazik ki az útból, annak huszadik kilométere után; ugyanott lehet letérni a vasút egykori fekedi megállóhelyéhez is, délnyugati irányban, az 56 305-ös számú mellékúton.
A 22. kilométere és a 25+600-as kilométerszelvénye között az út a Karasica-patak völgyében halad, Erdősmecske déli határszéle közelében (helyenként egészen megközelítve Geresdlak határát), de e település lakott részeit sem érinti, oda az 56 106-os számú mellékút vezet, mely észak felé ágazik ki belőle, a 23+300-as kilométerszelvénye közelében. Végighalad viszont az útjába eső következő falu Lovászhetény központján, melynek déli szélét a 28. kilométere táján éri el, utolsó házait pedig alig 800 méterrel arrébb hagyja maga mögött. A 29+800-as kilométerszelvényénél, Lovászhetény északi határszéle közelében ágazik ki belőle az a számozatlan önkormányzati mellékút, amely az egykor önálló, ma már a településhez tartozó Pusztakisfalura vezet.
30,5 kilométer után Zengővárkony külterületei közé ér, 31,7 kilométer után pedig beletorkollik észak-északkelet felől az 5613-as út, melyről a vonalvezetése alapján biztosra vehető, hogy régen – évtizedekkel ezelőtt – még a mai 6-os főút része volt. A találkozási ponttól az 5606-os út felveszi az 5613-as irányát és dél-délnyugat felé folytatódik; így ágazik ki belőle, alig száz méterrel arrébb a 65 184-es számú mellékút, Zengővárkony központja felé.
A 32. kilométerétől Pécsvárad területén húzódik, utolsó méterein még beletorkollik dél felől az ugyancsak Mohács térségétől idáig vezető 5607-es út, majd kicsivel ezután véget is ér, beletorkollva a 6-os főútba, annak a 177+550-es kilométerszelvénye közelében. Egyenes folytatása a 6544-es út, mely a főút településeket elkerülő szakaszainak forgalomba helyezése előtt szinte bizonyosan ugyancsak annak része volt; ma már csak Pécsvárad központjának feltárását és annak Péccsel való összekötését szolgálja.
Teljes hossza, az országos közutak térképes nyilvántartását szolgáló kira.gov.hu adatbázisa szerint 32,491 kilométer.

## Története
A 2000-es évtized végéig áthaladt Palotabozsok és Véménd központján is, csak az M6-os autópálya e térségi szakaszának építéséhez kapcsolódva létesült az a szakasza, amely e két települést elkerüli. A korábbi, Palotabozsokon és Véménden áthaladó szakasz azóta az 5621-es útszámozást viseli.

## Települések az út mentén
- Mohács
- Somberek
- (Palotabozsok)
- (Véménd)
- (Szebény)
- Feked
- (Erdősmecske)
- Lovászhetény
- (Zengővárkony)
- (Pécsvárad)